# Potamotrygon pantanensis
Potamotrygon pantanensis  (лат.) — недавно открытый вид скатов рода речных хвостоколов одноимённого семейства из отряда хвостоколообразных скатов. Обитает в тропических водах бассейна реки Параны и Парагвай, Южная Америка. Максимальная зарегистрированная ширина диска 33,6 см. Грудные плавники этих скатов образуют округлый диск, длина которого слегка превышает ширину. Спинные и хвостовой плавники отсутствуют. В средней части хвостового стебля расположен ядовитый шип. Не является объектом целевого лова.

## Таксономия
Впервые вид был научно описан в 2013 году. Вид назван по месту обитания (Пантанал). Голотип  представляет собой взрослую самку с диском шириной 32,3 см, пойманную в районе Мату-Гроссо, Бразилия. Паратипы: взрослые самки с дисками шириной 29,7—33,6 см и взрослые самцы с дисками шириной 21,5—26,8 см, пойманные там же.  

## Ареал
Potamotrygon pantanensis обитают в Южной Америке, в тропических водах бассейна Параны и реки Парагвай, на территории Бразилии. 

## Описание
Широкие грудные плавники речных Potamotrygon pantanensis срастаются с головой и образуют овальный диск. Спинные плавники и хвостовой плавник отсутствуют. Позади глаз расположены брызгальца. Брюшные плавники закруглены и почти полностью прикрыты диском. На вентральной стороне диска расположены ноздри и 5 пар жаберных щелей.  На дорсальной поверхности хвостового стебля имеется ядовитый шип. Каждые 6—12 месяцев он обламывается и на его месте вырастает новый. У основания шипа расположены железы, вырабатывающие яд, который распространяется по продольным канавкам. В обычном состоянии шип покоится в углублении из плоти, наполненном слизью и ядом. 
Количество позвонков 118—125. Окраска тела коричневого цвета с рисунком из двухцветных глазков с бежевым, жёлтым цветом или оранжевым центром и чёрной окантовкой. Диаметр глазков равен или превышает диаметр глаз. Вентральная сторона диска серого цвета. Центральная часть диска покрыта мелкой чешуёй. Вдоль хвостового стебля пролегают 2—3 ряда шипов. Количество радиальных лучей грудных плавников колеблется от 87 до 95. На нижней челюсти расположено 30—31 зубных рядов.

## Биология
Вероятно, подобно прочим хвостоколообразным Potamotrygon pantanensis размножаются яйцеживорождением.

## Взаимодействие с человеком
Международный союз охраны природы еще не оценил статус сохранности данного вида.